# Joseph Reinagle
Joseph Reinagle (* 1762 in Portsmouth; † 1836 in Oxford) war ein britischer Musiker, der als Komponist von Violoncello-Duetten bekannt wurde.

## Leben
Sein Vater war ein österreichischer Musiklehrer, der nach England ausgewandert war. Ursprünglich wollte Reinagle zur Marine, doch schon nach der ersten Reise verließ er diese Institution wieder. Zu Hause begann er eine Lehre als Goldschmied, die er allerdings auch wieder aufgab. Schließlich gab der Vater dem Wunsch seines Sohnes nach, Musiker zu werden. Reinagle wurde ein guter Trompeter, der sogar in die Dienste des Königs von England kam. Gesundheitliche Umstände zwangen ihn dazu, das Blasinstrument aufzugeben. Er beschloss, Violoncello und später Geige zu lernen.
Er spielte im Orchester von Edinburgh eine bedeutende Rolle. 1789 ging er nach Dublin und wiederum zwei Jahre später nach London, wo er in den besten Orchestern mit seinem Cellospiel sehr gute Positionen besetzte. In London spielte er 1796 unter der Leitung von Joseph Haydn bei den Salomon-Konzerten mit und erhielt dort vielfältige Anregungen für das eigene Komponieren. Schließlich siedelte er nach Oxford, wo er 1836 starb.
Seine instruktiven, melodisch eleganten 30 Duette sind heute noch sehr beliebt und werden häufig im Cellounterricht gespielt. Sie sind als Op. 2, 4, 5 und 8 erschienen. Die Sonatine G-Dur für Cello und Klavier (Mainz 2010, Schott) ist eine der ersten frühklassischen Sonaten und wird ebenfalls häufig im Unterricht verwendet. Reinagle ist Verfasser des Lehrwerks „Kurze Einführung in die Kunst des Violoncellospiels“. 